# Тарнавка (притока Страдомки)
Тарнавка (пол. Tarnawka (dopływ Stradomki)) — річка в Польщі, у Лімановському й Бохенському повітах Малопольського воєводства. Права притока Страдомки, (басейн Балтійського моря).

## Опис
Довжина річки приблизно 21,78 км, найкоротша відстань між витоком і гирлом — 11,37  км, коефіцієнт звивистості річки — 1,92 . Формується притоками та багатьма безіменними струмками.

## Розташування
Бере початок у селі Вільковисько на висоті 520 м на північних схилах хребта, що з'єднує Сніжницю (1007 м), Свінну (611 м) та Костжу (720 м). Тече переважно на північний схід через Йодловник, Мстув, Тарнаву і у селі Бочув впадає у річку Страдомку, праву притоку Раби.

## Цікавий факт
- Тарнавка у своєму верхів'ї називається Овсянкою, а історична назва — потік Вітковисько.